# FC Twente in het seizoen 1968/69
Het seizoen 1968/1969 was het vierde jaar in het bestaan van de Enschedese voetbalclub FC Twente. De Tukkers kwamen net als de drie voorgaande jaren uit in de Nederlandse Eredivisie, waarin het derde werd. Naast de reguliere competitie nam de ploeg deel aan het toernooi om de KNVB beker.

## Selectie
Trainer Kees Rijvers had FC Twente voor het derde jaar onder zijn hoede. Opnieuw wist hij talentvolle spelers naar Enschede te halen, zoals Henk Houwaart van ADO en doelman Piet Schrijvers van DWS. Flip Stapper kwam van SC Heracles en de 18-jarige René Notten werd overgenomen van de amateurs van Pax Hengelo. Lloyd Rooks maakte dit seizoen zijn debuut voor FC Twente.
Tot de vertrekkende spelers behoorden Kick van der Vall (naar DWS) en de Joegoslavische keeper Zoran Mišić. Spitz Kohn stopte definitief om zich volledig op het assistent-trainerschap onder Rijvers te richten, een functie die hij als speler al twee jaar vervulde.

## Seizoensverloop
Het seizoen 1968/1969 leek lang bijzonder succesvol te worden voor FC Twente. Een gedenkwaardige wedstrijd vond plaats op 3 november, toen Ajax in Stadion Het Diekman met 5-1 verslagen werd. Twente zou zelfs na de 15e wedstrijddag ongeslagen en met één punt voorsprong op Feyenoord aan de leiding gaan in de Eredivisie. De daaropvolgende wedstrijd ging uit tegen Feyenoord met 3-0 verloren, maar FC Twente bleef het goed doen en na de 27e speelronde stond het op twee punten achterstand van Feyenoord, met een wedstrijd minder gespeeld.
De laatste zeven wedstrijden verliepen echter dramatisch. Slechts één duel (thuis tegen Holland Sport) werd gewonnen, de overige zes gingen verloren. Uit tegen Ajax werd met 2-0 verloren, nadat Eddy Achterberg bij een 0-0-stand in de 63e minuut voor een leeg doel had naastgeschoten. De voorlaatste wedstrijd tegen Feyenoord ging met 0-1 verloren, waarmee de Rotterdammers zich van het kampioenschap verzekerden. Twente eindigde als derde, op tien punten van Feyenoord en op zeven van Ajax.
Over de oorzaken van de gemiste kans op de landstitel is veel gespeculeerd. Tijdens een trainingskamp in het Zuid-Duitse Ruhpolding zou er een conflict ontstaan zijn tussen trainer Rijvers en de spelers Van Dijk, Drost, Houwaart en Stapper, die de gelegenheid te baat namen om 's nachts uit te gaan. Stapper zei daar later over: "Nu zeg ik dat ik domme dingen heb gedaan, waarvoor ik trainer Rijvers ook mijn excuus heb gemaakt. Tja, ik vond andere dingen weleens belangrijker dan presteren." Zowel Van Dijk, Houwaart als Stapper zouden Twente na het seizoen verlaten. Ook Drost kwam op de transferlijst te staan, maar bleef ondanks interesse van Sparta bij Twente.
Het effect van het trainingskamp werd verder verminderd toen de eerstvolgende wedstrijd werd afgelast. In de drie daaropvolgende wedstrijden werd tweemaal gelijkgespeeld en eenmaal verloren (van Go Ahead). De relatie tussen Rijvers en topscorer Van Dijk werd verder op de proef gesteld toen bekend werd dat de speler een contract voor het volgend seizoen had getekend bij Ajax. Van Dijk zou zijn trainer hebben voorgesteld om hem niet meer op te stellen. De laatste twee wedstrijden van het seizoen was Van Dijk geschorst.
Twente-spits Dick van Dijk werd met dertig doelpunten samen met Ove Kindvall topscorer van de Eredivisie. Theo Pahlplatz wist dertien keer het net te vinden. Twente won in totaal 21 wedstrijden. Vijf eindigden in een gelijke stand, acht gingen er verloren.
In de strijd om de KNVB beker werd Twente in de derde ronde door DWS uitgeschakeld. Door de derde plaats in de reguliere competitie plaatste de club zich voor de Jaarbeursstedenbeker 1969/70.
| 7 |

| 5 |

| 3 |

| 2 |

| 2 |

| 2 |

| 1 |

| 1 |

| 1 |

| 1 |

| 1 |

| 1 |

| 1 |

| 2 |

| 1 |

| 2 |

| 2 |

| 2 |

| 2 |

| 2 |

| 2 |

| 2 |

| 1 |

| 2 |

| 2 |

| 2 |

| 2 |

| 2 |

| 3 |

| 3 |

| 3 |

| 3 |

| 3 |

| 3 |

| winst | gelijk | verlies |

| 7 |

| 5 |

| 3 |

| 2 |

| 2 |

| 2 |

| 1 |

| 1 |

| 1 |

| 1 |

| 1 |

| 1 |

| 1 |

| 2 |

| 1 |

| 2 |

| 2 |

| 2 |

| 2 |

| 2 |

| 2 |

| 2 |

| 1 |

| 2 |

| 2 |

| 2 |

| 2 |

| 2 |

| 3 |

| 3 |

| 3 |

| 3 |

| 3 |

| 3 |

| winst | gelijk | verlies |

## Wedstrijdstatistieken

### Competitie
| |                                                                                            |               |                                                                                           | |
| 18 augustus 1968 | DWS                                                                                        | 1 - 3 (0 - 1) | FC Twente                                                                                 | Opstelling FC Twente: |
| Olympisch Stadion 12.000 toeschouwers Arie van Gemert | Rob Rensenbrink 73'                                                                        |               | 36' Eddy Achterberg 63' Dick van Dijk 90' Henk Houwaart                                   | Schrijvers, Drost, Bronkers, De Vries, Ten Donkelaar, Houwaart, Huve, Van Dijk, Jeuring, Achterberg, Pahlplatz                    |
| |                                                                                            |               |                                                                                           | |
| 25 augustus 1968 | FC Twente                                                                                  | 2 - 1 (0 - 0) | PSV                                                                                       | Opstelling FC Twente: |
| Stadion Het Diekman 16.000 toeschouwers Jef Dorpmans | Dick van Dijk 66' Theo Pahlplatz 85'                                                       |               | 64' Willy van der Kuijlen                                                                 | Schrijvers, Drost, Bronkers, De Vries, Ten Donkelaar, Huve, Houwaart, Achterberg, Van Dijk, Jeuring, Pahlplatz                    |
| |                                                                                            |               |                                                                                           | |
| 1 september 1968 | AZ'67                                                                                      | 1 - 2 (1 - 1) | FC Twente                                                                                 | Opstelling FC Twente: |
| Alkmaarderhout 12.000 toeschouwers Wim Schalks | Chris Dekker 38'                                                                           |               | 11' Dick van Dijk 59' Issy ten Donkelaar                                                  | Schrijvers, Ten Donkelaar, Bronkers, De Vries, Drost, Huve, Houwaart, Achterberg, Van Dijk, Jeuring, Pahlplatz                    |
| |                                                                                            |               |                                                                                           | |
| 8 september 1968 | FC Twente                                                                                  | 2 - 0 (0 - 0) | ADO                                                                                       | Opstelling FC Twente: |
| Stadion Het Diekman 18.000 toeschouwers Ad Boogaerts | Dick van Dijk 52' Kees Weimar (ed) 74'                                                     |               |                                                                                           | Schrijvers, Drost, Huve, De Vries, Bronkers, Ten Donkelaar, Achterberg, Houwaart, Van Dijk, Jeuring (Notten), Pahlplatz           |
| |                                                                                            |               |                                                                                           | |
| 22 september 1968 | GVAV                                                                                       | 2 - 4 (1 - 2) | FC Twente                                                                                 | Opstelling FC Twente: |
| Stadion Oosterpark 11.500 toeschouwers Joop Vervoort | Piet Fransen 44' Theo Buijs 85'                                                            |               | 27' Dick van Dijk (p) 35' Theo Pahlplatz 70' Theo Pahlplatz 72' Theo Pahlplatz            | Schrijvers, De Vries, Drost, Huve, Bronkers, Ten Donkelaar, Achterberg, Houwaart (Heskamp), Van Dijk, Jeuring, Pahlplatz          |
| |                                                                                            |               |                                                                                           | |
| 29 september 1968 | FC Twente                                                                                  | 4 - 1 (1 - 0) | Go Ahead                                                                                  | Opstelling FC Twente: |
| Stadion Het Diekman 25.000 toeschouwers Henk Brouwer | Jan Jeuring 38' Nico Rijnders (ed) 46' Willem de Vries 82' Dick van Dijk 86'               |               | 76' Gerrit Niehaus                                                                        | Schrijvers, Drost, Bronkers, De Vries, Ten Donkelaar, Houwaart, Huve, Achterberg, Van Dijk, Jeuring, Pahlplatz                    |
| |                                                                                            |               |                                                                                           | |
| 6 oktober 1968 | NAC                                                                                        | 0 - 0         | FC Twente                                                                                 | Opstelling FC Twente: |
| NAC-Stadion 18.000 toeschouwers Lau van Ravens |                                                                                            |               |                                                                                           | Schrijvers, Drost, Bronkers, De Vries, Ten Donkelaar, Houwaart, Huve, Notten (Hilgerink), Van Dijk, Jeuring, Pahlplatz            |
| - Doordat Feijenoord met 3-1 bij Go Ahead verloor, ging FC Twente ondanks het gelijke spel na deze wedstrijd voor het eerst in de clubhistorie alleen aan de leiding in de Eredivisie. De voorsprong op Feijenoord bedroeg één punt, de voorsprong op Ajax twee punten.           |                                                                                            |               |                                                                                           | |
| |                                                                                            |               |                                                                                           | |
| 13 oktober 1968 | FC Twente                                                                                  | 2 - 1 (1 - 1) | Sparta                                                                                    | Opstelling FC Twente: |
| Stadion Het Diekman 22.000 toeschouwers Theo Boosten | Dick van Dijk 16' Dick van Dijk 49'                                                        |               | 41' Jan Klijnjan                                                                          | Schrijvers, Drost, Bronkers, De Vries, Huve, Ten Donkelaar, Achterberg, Houwaart, Van Dijk, Jeuring, Pahlplatz                    |
| |                                                                                            |               |                                                                                           | |
| 20 oktober 1968 | FSC                                                                                        | 1 - 4 (0 - 3) | FC Twente                                                                                 | Opstelling FC Twente: |
| De Baandert 10.000 toeschouwers Ben Hoppenbrouwer | Willy Dullens 59'                                                                          |               | 10' Arno Ernst (ed) 41' Jan Jeuring 45' Willem de Vries 56' Jan Jeuring                   | Schrijvers, Drost, Bronkers, De Vries, Huve, Ten Donkelaar, Achterberg, Houwaart (Heskamp), Van Dijk, Jeuring, Pahlplatz          |
| |                                                                                            |               |                                                                                           | |
| 3 november 1968 | FC Twente                                                                                  | 5 - 1 (2 - 1) | AFC Ajax                                                                                  | Opstelling FC Twente: |
| Stadion Het Diekman 26.500 toeschouwers Piet van der Veer | Theo Pahlplatz 2' Dick van Dijk 34' Dick van Dijk 51' Theo Pahlplatz 60' Dick van Dijk 81' |               | 30' Piet Keizer                                                                           | Schrijvers, Drost, De Vries, Bronkers, Huve, Ten Donkelaar, Houwaart, Achterberg, Van Dijk, Jeuring, Pahlplatz                    |
| - FC Twente bracht landskampioen Ajax, met internationals als Johan Cruijff en Piet Keizer, de grootste nederlaag in jaren toe. In de Eredivisie bleef Twente na tien wedstrijden aan de leiding, met één punt voorsprong op Feijenoord, drie punten op Go Ahead en vier op Ajax. |                                                                                            |               |                                                                                           | |
| |                                                                                            |               |                                                                                           | |
| 17 november 1968 | DOS                                                                                        | 0 - 5 (0 - 1) | FC Twente                                                                                 | Opstelling FC Twente: |
| Stadion Galgenwaard 15.000 toeschouwers Jef Dorpmans |                                                                                            |               | Eddy Achterberg 55' Theo Pahlplatz 61' Henk Houwaart 77' Dick van Dijk 80' Theo Pahlplatz | Schrijvers, Drost, De Vries, Bronkers, Ten Donkelaar, Houwaart, Huve, Achterberg (Heskamp), Van Dijk, Jeuring, Pahlplatz          |
| - Feijenoord versloeg in Amsterdam Ajax met 1-0, waardoor de Amsterdammers verder achterop raakten. |                                                                                            |               |                                                                                           | |
| |                                                                                            |               |                                                                                           | |
| 24 november 1968 | FC Twente                                                                                  | 1 - 0 (1 - 0) | RKSV Volendam                                                                             | Opstelling FC Twente: |
| Stadion Het Diekman 21.000 toeschouwers Joop Vervoort | Theo Pahlplatz 10'                                                                         |               |                                                                                           | Schrijvers, Drost, Bronkers, De Vries, Huve, Ten Donkelaar, Houwaart, Achterberg (Heskamp), Van Dijk, Jeuring, Pahlplatz          |
| |                                                                                            |               |                                                                                           | |
| 1 december 1968 | Holland Sport                                                                              | 0 - 0         | FC Twente                                                                                 | Opstelling FC Twente: |
| Houtrust 25.000 toeschouwers Lau van Ravens |                                                                                            |               |                                                                                           | Schrijvers, Drost, Bronkers, De Vries, Huve, Ten Donkelaar, Houwaart, Calot, Van Dijk, Jeuring, Pahlplatz                         |
| - Feijenoord won met 5-2 van RKSV Volendam en kwam daardoor in het klassement langszij. Twente bleef op kop door een iets beter doelsaldo (+25 om +24). |                                                                                            |               |                                                                                           | |
| |                                                                                            |               |                                                                                           | |
| 8 december 1968 | FC Twente                                                                                  | 2 - 1 (1 - 0) | Telstar                                                                                   | Opstelling FC Twente: |
| Stadion Het Diekman 13.000 toeschouwers Ton Bom | Benno Huve 26' Dick van Dijk 74'                                                           |               | 81' Bert Theunissen (p)                                                                   | Schrijvers, Drost, De Vries, Bronkers, Huve, Ten Donkelaar, Houwaart, Jeuring, Notten, Van Dijk, Pahlplatz                        |
| |                                                                                            |               |                                                                                           | |
| 15 december 1968 | FC Twente                                                                                  | 4 - 2 (2 - 1) | N.E.C.                                                                                    | Opstelling FC Twente: |
| Stadion Het Diekman 17.500 toeschouwers Arie van Gemert | Dick van Dijk 21' Herman Heskamp 43' Theo Pahlplatz 73' Issy ten Donkelaar 79'             |               | 2' Peter Ressel 87' Tini van Reeken                                                       | Schrijvers, Drost, Bronkers, De Vries, Jeuring, Ten Donkelaar, Houwaart, Achterberg, Heskamp, Van Dijk, Pahlplatz                 |
| - Feijenoord speelde met 0-0 gelijk tegen Telstar, waardoor Twente na vijftien speeldronden opnieuw alleen aan de leiding ging. De voorsprong was één punt op Feijenoord, zes punten op Go Ahead en acht punten op Ajax.                                                          |                                                                                            |               |                                                                                           | |
| |                                                                                            |               |                                                                                           | |
| 22 december 1968 | Feijenoord                                                                                 | 3 - 0 (1 - 0) | FC Twente                                                                                 | Opstelling FC Twente: |
| Stadion De Kuip 68.000 toeschouwers Jef Dorpmans | Henk Wery 42' Ove Kindvall 48' Ruud Geels 81'                                              |               |                                                                                           | Schrijvers, Drost, De Vries, Huve (Stapper), Jeuring, Ten Donkelaar, Achterberg, Houwaart, Heskamp, Van Dijk, Pahlplatz           |
| - Door de overwinning nam Feijenoord de leiding in het klassement over van Twente. Voor Twente was dit de eerste nederlaag van het seizoen, na in vijftien wedstrijden dertien overwinningen en twee gelijke spelen te hebben geboekt.                                            |                                                                                            |               |                                                                                           | |
| |                                                                                            |               |                                                                                           | |
| 29 december 1968 | FC Twente                                                                                  | 3 - 0 (1 - 0) | MVV                                                                                       | Opstelling FC Twente: |
| Stadion Het Diekman 16.000 toeschouwers Henk Klopper | Dick van Dijk 12' Dick van Dijk 64' Dick van Dijk (p) 81'                                  |               |                                                                                           | Schrijvers, Drost, Jeuring, De Vries, Ten Donkelaar, Houwaart, Huve, Achterberg, Heskamp, Van Dijk, Pahlplatz                     |
| |                                                                                            |               |                                                                                           | |
| 5 januari 1969 | FC Twente                                                                                  | 4 - 1 (1 - 0) | DWS                                                                                       | Opstelling FC Twente: |
| Stadion Het Diekman 21.500 toeschouwers Wim Schalks | Eddy Achterberg 39' Dick van Dijk 57' Eddy Achterberg 80' Theo Pahlplatz 84'               |               | 73' Rob Rensenbrink                                                                       | Schrijvers, Drost, Jeuring, Huve, De Vries, Ten Donkelaar, Houwaart, Achterberg, Heskamp, Van Dijk, Pahlplatz                     |
| |                                                                                            |               |                                                                                           | |
| 12 januari 1969 | PSV                                                                                        | 1 - 1 (1 - 1) | FC Twente                                                                                 | Opstelling FC Twente: |
| Philips Stadion 14.000 toeschouwers Janus Aalbrecht | Wim van den Dungen 19'                                                                     |               | 2' Dick van Dijk                                                                          | Schrijvers, Drost, Jeuring, De Vries, Huve, Ten Donkelaar (Bronkers), Houwaart, Achterberg, Van Dijk, Heskamp, Pahlplatz          |
| |                                                                                            |               |                                                                                           | |
| 19 januari 1969 | FC Twente                                                                                  | 1 - 0 (0 - 0) | AZ'67                                                                                     | Opstelling FC Twente: |
| Stadion Het Diekman 15.500 toeschouwers Leo van der Kroft | Willem de Vries 85'                                                                        |               |                                                                                           | Schrijvers, Drost, Jeuring, De Vries, Bronkers, Huve, Houwaart, Achterberg, Heskamp (Stapper), Van Dijk, Pahlplatz                |
| |                                                                                            |               |                                                                                           | |
| 26 januari 1969 | ADO                                                                                        | 1 - 3 (1 - 0) | FC Twente                                                                                 | Opstelling FC Twente: |
| Zuiderpark Stadion 22.000 toeschouwers Theo Boosten | Lex Schoenmaker 42'                                                                        |               | 50' Henk Houwaart 85' Dick van Dijk 88' Henk Houwaart                                     | Schrijvers, Drost, Jeuring, De Vries, Bronkers, Huve, Houwaart, Achterberg, Van Dijk, Stapper, Pahlplatz                          |
| |                                                                                            |               |                                                                                           | |
| 2 februari 1969 | FC Twente                                                                                  | 4 - 0 (2 - 0) | GVAV                                                                                      | Opstelling FC Twente: |
| Stadion Het Diekman 17.000 toeschouwers Lau van Ravens | Dick van Dijk 30' Dick van Dijk 43' Dick van Dijk 50' Theo Pahlplatz 89'                   |               |                                                                                           | Schrijvers, Drost, Jeuring, De Vries, Huve, Ten Donkelaar, Houwaart, Achterberg (Bronkers), Van Dijk, Stapper, Pahlplatz          |
| - Door een gelijkspel van Feijenoord (1-1 tegen ADO) kwam Twente weer op gelijke hoogte met de Rotterdammers. Het doelsaldo van Feijenoord was echter beter, +40 om +38. Ajax volgde op zeven punten achterstand.                                                                 |                                                                                            |               |                                                                                           | |
| |                                                                                            |               |                                                                                           | |
| 2 maart 1969 | Sparta                                                                                     | 0 - 0         | FC Twente                                                                                 | Opstelling FC Twente: |
| Het Kasteel 24.000 toeschouwers Ad Boogaerts |                                                                                            |               |                                                                                           | Schrijvers, Drost, Jeuring, De Vries, Ten Donkelaar, Houwaart, Huve, Achterberg, Van Dijk, Stapper, Pahlplatz                     |
| - Ondanks het gelijke spel kwam Twente door een nederlaag van Feijenoord na deze wedstrijd opnieuw alleen aan de leiding in de Eredivisie. Piet Schrijvers stopte in de eerste helft een strafschop ingeschoten door Jan Klijnjan.                                                |                                                                                            |               |                                                                                           | |
| |                                                                                            |               |                                                                                           | |
| 16 maart 1969 | Go Ahead                                                                                   | 4 - 0 (3 - 0) | FC Twente                                                                                 | Opstelling FC Twente: |
| De Adelaarshorst 24.500 toeschouwers Arie van Gemert | Wietse Veenstra 21' Oeki Hoekema 34' Oeki Hoekema 40' Wietse Veenstra 55'                  |               |                                                                                           | Schrijvers, Drost, De Vries, Bronkers, Huve, Ten Donkelaar, Jeuring, Achterberg (Heskamp), Houwaart, Pahlplatz, Van Dijk          |
| - Door de nederlaag werd de koppositie in de Eredivisie weer verspeeld aan Feijenoord, dat met 2-1 van GVAV won. |                                                                                            |               |                                                                                           | |
| |                                                                                            |               |                                                                                           | |
| 30 maart 1969 | FC Twente                                                                                  | 1 - 1 (1 - 1) | NAC                                                                                       | Opstelling FC Twente: |
| Stadion Het Diekman 17.500 toeschouwers Piet van der Veer | Dick van Dijk 30'                                                                          |               | 37' Addy Brouwers                                                                         | Schrijvers, Ten Donkelaar, Jeuring, De Vries, Huve, Drost, Houwaart, Achterberg, Van Dijk, Notten (Rooks), Pahlplatz              |
| |                                                                                            |               |                                                                                           | |
| 7 april 1969 | FC Twente                                                                                  | 3 - 0 (0 - 0) | FSC                                                                                       | Opstelling FC Twente: |
| Stadion Het Diekman 14.500 toeschouwers Leo van der Kroft | Willem de Vries 46' Dick van Dijk 74' Dick van Dijk 77'                                    |               |                                                                                           | Schrijvers, Ten Donkelaar, Jeuring, De Vries, Huve (Bronkers), Drost, Houwaart, Achterberg, Van Dijk, Rooks, Pahlplatz            |
| |                                                                                            |               |                                                                                           | |
| 20 april 1969 | FC Twente                                                                                  | 3 - 2 (3 - 1) | DOS                                                                                       | Opstelling FC Twente: |
| Stadion Het Diekman 15.000 toeschouwers Henk Pijper | Dick van Dijk 9' Henk Houwaart 26' Dick van Dijk (p) 36'                                   |               | 41' Tonnie Nieuwenhuys 57' Tonnie Nieuwenhuys                                             | Schrijvers, Drost, Jeuring, De Vries, Huve, Ten Donkelaar, Houwaart, Achterberg, Van Dijk (Notten), Pahlplatz, Rooks              |
| - Zeven wedstrijden voor het einde van de competitie stond Twente op twee punten achterstand van Feijenoord, met echter een wedstrijd minder gespeeld. Ajax stond op drie punten achterstand van Twente.                                                                          |                                                                                            |               |                                                                                           | |
| |                                                                                            |               |                                                                                           | |
| 27 april 1969 | RKSV Volendam                                                                              | 2 - 1 (1 - 0) | FC Twente                                                                                 | Opstelling FC Twente: |
| Sportpark Volendam 6.000 toeschouwers Henk Brouwer | Jan Bond 37' Meeuwis Majoor 74'                                                            |               | 87' Dick van Dijk                                                                         | Schrijvers, Drost (Stapper), De Vries, Jeuring, Ten Donkelaar, Houwaart, Bronkers, Notten, Van Dijk, Achterberg, Pahlplatz        |
| |                                                                                            |               |                                                                                           | |
| 30 april 1969 | AFC Ajax                                                                                   | 2 - 0 (0 - 0) | FC Twente                                                                                 | Opstelling FC Twente: |
| Stadion De Meer 24.500 toeschouwers Ad Boogaerts | Piet Keizer 70' Sjaak Swart 87'                                                            |               |                                                                                           | Schrijvers, De Vries, Drost, Huve (Bronkers), Jeuring, Ten Donkelaar, Houwaart, Achterberg, Rooks, Van Dijk, Pahlplatz            |
| - Door de overwinning in deze inhaalwedstrijd ging Ajax in het klassement FC Twente voorbij. In de 63e minuut miste Eddy Achterberg bij een 0-0-stand een opgelegde kans door voor een leeg doel te missen.                                                                       |                                                                                            |               |                                                                                           | |
| |                                                                                            |               |                                                                                           | |
| 11 mei 1969 | FC Twente                                                                                  | 2 - 0 (1 - 0) | Holland Sport                                                                             | Opstelling FC Twente: |
| Stadion Het Diekman 12.000 toeschouwers Piet van der Veer | Dick van Dijk 8' Henk Houwaart 52'                                                         |               |                                                                                           | Schrijvers, Drost, De Vries, Jeuring, Bronkers (Notten), Huve, Ten Donkelaar, Houwaart, Achterberg, Van Dijk, Pahlplatz           |
| |                                                                                            |               |                                                                                           | |
| 15 mei 1969 | Telstar                                                                                    | 4 - 2 (2 - 1) | FC Twente                                                                                 | Opstelling FC Twente: |
| Sportpark Schoonenberg 8.000 toeschouwers Henk Brouwer | Dick Bond 17' Dick Bond 40' Dick Bond 70' Bert Theunissen 76'                              |               | 34' Jan Jeuring 72' Henk Houwaart                                                         | Schrijvers (Warringa), Drost, Bronkers (Rooks), De Vries, Huve, Houwaart, Ten Donkelaar, Achterberg, Van Dijk, Jeuring, Pahlplatz |
| |                                                                                            |               |                                                                                           | |
| 18 mei 1969 | N.E.C.                                                                                     | 2 - 0 (1 - 0) | FC Twente                                                                                 | Opstelling FC Twente: |
| Stadion De Goffert 16.000 toeschouwers Joop Vervoort | Rob Lelieveld 37' Rob Lelieveld 64'                                                        |               |                                                                                           | Schrijvers, Drost, De Vries, Jeuring, Huve, Ten Donkelaar, Houwaart, Achterberg, Rooks (Heskamp), Van Dijk, Pahlplatz             |
| - Jan Jeuring werd in de 53e minuut door scheidsrechter Vervoort uit het veld gezonden. Dick van Dijk kreeg in deze wedstrijd een officiële waarschuwing, wat hem op een schorsing van twee wedstrijden kwam te staan.                                                            |                                                                                            |               |                                                                                           | |
| |                                                                                            |               |                                                                                           | |
| 26 mei 1969 | FC Twente                                                                                  | 0 - 1 (0 - 1) | Feijenoord                                                                                | Opstelling FC Twente: |
| Stadion Het Diekman 26.500 toeschouwers Leo van der Kroft |                                                                                            |               | 30' Ove Kindvall                                                                          | Schrijvers, Drost, De Vries (Oranen), Ten Donkelaar, Houwaart, Huve, Achterberg, Rooks, Jeuring, Pahlplatz                        |
| - Door de overwinning werd Feijenoord landskampioen. Dick van Dijk speelde niet mee vanwege een schorsing. |                                                                                            |               |                                                                                           | |
| |                                                                                            |               |                                                                                           | |
| 1 juni 1969 | MVV                                                                                        | 2 - 1 (1 - 0) | FC Twente                                                                                 | Opstelling FC Twente: |
| Geusselt 8.500 toeschouwers Jef Dorpmans | Willy Brokamp 2' Gerard Hoenen 85'                                                         |               | 50' Theo Pahlplatz                                                                        | Schrijvers, Drost, Bronkers, Huve, Ten Donkelaar, Houwaart, Jeuring, Achterberg, Rooks, Notten, Pahlplatz                         |
| |                                                                                            |               |                                                                                           | |

### Beker
| |                                   |               |                                                       | |
| 15 september 1968 | SC Veendam                        | 0 - 3 (0 - 0) | FC Twente                                             | Opstelling FC Twente:                                                                                                |
| De Langeleegte 7.000 toeschouwers Ton Bom |                                   |               | 79' Dick van Dijk 81' Dick van Dijk 90' Dick van Dijk | Schrijvers, Drost, De Vries, Bronkers, Ten Donkelaar, Achterberg, Huve, Houwaart, Van Dijk, Jeuring, Pahlplatz       |
| |                                   |               |                                                       | |
| 10 november 1968 | FC Twente                         | 2 - 1 (0 - 0) | GVAV                                                  | Opstelling FC Twente:                                                                                                |
| Stadion Het Diekman 7.500 toeschouwers Henk Brouwer | Henk Houwaart 51' Jan Jeuring 58' |               | 86' Peter Eimers                                      | Schrijvers, Drost, Bronkers, De Vries, Huve, Ten Donkelaar, Houwaart, Achterberg, Van Dijk, Jeuring, Pahlplatz       |
| |                                   |               |                                                       | |
| 9 maart 1969 | FC Twente                         | 1 - 1 (0 - 0) | DWS                                                   | Opstelling FC Twente:                                                                                                |
| Stadion Het Diekman 15.000 toeschouwers Theo Boosten | René Notten 91'                   | n.v.          | 100' Kick van der Vall                                | Schrijvers, Drost, Jeuring, De Vries, Huve, Ten Donkelaar, Houwaart (Notten), Bronkers, Van Dijk, Heskamp, Pahlplatz |
| - DWS won na strafschoppen en bekerde verder. De beslissing viel pas in een derde reeks van vijf strafschoppen. Epi Drost en Dick van Dijk misten aan Twente-zijde, André Pijlman namens DWS. Van Dijk miste ook zijn eerste strafschop, Jos Dijkstra miste in de eerste reeks voor DWS. De van Twente afkomstige Kick van der Vall scoorde de 1-1 in de wedstrijd en benutte de beslissende strafschop. |                                   |               |                                                       | |
| |                                   |               |                                                       | |

## Selectie
|                    | Naam               | Positie        | Leeft. | Seiz. | Competitie | Competitie | Beker | Beker |
| W                  | Naam               | Positie        | Leeft. | Seiz. |            | W          |       |       |
| ------------------ | ------------------ | -------------- | ------ | ----- | ---------- | ---------- | ----- | ----- |
| Vlag van Nederland | Eddy Achterberg    | middenvelder   | 21     | 2     | 31         | 4          | 2     | 0     |
| Vlag van Nederland | Johan Beekman      | verdediger     | 19     | 3     | 0          | 0          | 0     | 0     |
| Vlag van Nederland | Jan Bronkers       | middenvelder   | 23     | 4     | 27         | 0          | 3     | 0     |
| Vlag van Nederland | Gerti Calot        | middenvelder   | 19     | 1     | 1          | 0          | 0     | 0     |
| Vlag van Nederland | Dick van Dijk      | aanvaller      | 22     | 2     | 32         | 30         | 3     | 3     |
| Vlag van Nederland | Issy ten Donkelaar | verdediger     | 26     | 4     | 32         | 2          | 3     | 0     |
| Vlag van Nederland | Epi Drost          | verdediger     | 22     | 3     | 34         | 0          | 3     | 0     |
| Vlag van Nederland | Fred Eppink        | verdediger     | 20     | 3     | 0          | 0          | 0     | 0     |
| Vlag van Nederland | Thomas Geerdink    | verdediger     | 22     | 4     | 0          | 0          | 0     | 0     |
| Vlag van Nederland | André Haafkes      |                |        | 1     | 0          | 0          | 0     | 0     |
| Vlag van Nederland | Herman Heskamp     | aanvaller      | 21     | 4     | 12         | 1          | 1     | 0     |
| Vlag van Nederland | Frits Hilgerink    | verdediger     | 27     | 4     | 1          | 0          | 0     | 0     |
| Vlag van Nederland | Henk Houwaart      | middenvelder   | 22     | 1     | 34         | 7          | 3     | 1     |
| Vlag van Nederland | Benno Huve         | middenvelder   | 22     | 4     | 32         | 1          | 3     | 0     |
| Vlag van Nederland | Jan Jeuring        | aanvaller      | 20     | 3     | 34         | 4          | 3     | 1     |
| Vlag van Nederland | Job van Lenthe     |                |        | 1     | 0          | 0          | 0     | 0     |
| Vlag van Nederland | René Notten        | aanvaller      | 18     | 1     | 8          | 0          | 1     | 1     |
| Vlag van Nederland | Kalle Oranen       | aanvaller      | 22     | 4     | 1          | 0          | 0     | 0     |
| Vlag van Nederland | Theo Pahlplatz     | aanvaller      | 21     | 3     | 34         | 13         | 3     | 0     |
| Vlag van Nederland | Lloyd Rooks        | aanvaller      | 19     | 2     | 8          | 0          | 0     | 0     |
| Vlag van Nederland | Piet Schrijvers    | doelverdediger | 21     | 1     | 34         | 0          | 3     | 0     |
| Vlag van Nederland | Flip Stapper       | middenvelder   | 23     | 1     | 6          | 0          | 0     | 0     |
| Vlag van Nederland | Willem de Vries    | verdediger     | 25     | 4     | 33         | 4          | 3     | 0     |
| Vlag van Nederland | Kees Warringa      | doelverdediger | 24     | 4     | 1          | 0          | 0     | 0     |

Vertrokken: Zvonko Bego (Bayer 04 Leverkusen), Spitz Kohn (gestopt), Zoran Mišić (Dinamo Zagreb), Paul Scheurink (Quick'20), Kick van der Vall (DWS)
Nieuwe spelers: Gerti Calot (AZC Zutphen), André Haafkes (DOS '19), Henk Houwaart (ADO), Job van Lenthe (Sportclub Enschede), René Notten (Pax Hengelo), Piet Schrijvers (DWS), Flip Stapper (SC Heracles)
ADO ·
Ajax ·
AZ '67 ·
DOS ·
DWS ·
Feijenoord ·
Fortuna SC ·
Go Ahead ·
Holland Sport ·
GVAV ·
MVV ·
NAC ·
N.E.C. ·
PSV ·
Sparta ·
Telstar ·
FC Twente '65 ·
Volendam